# Carola Dombeck
Carola Dombeck, née le 25 juin 1960 à Mersebourg, est une gymnaste artistique est-allemande.

## Palmarès

### Jeux olympiques
- Montréal 1976
  -  médaille d'argent au saut de cheval
  -  médaille de bronze au concours par équipes